# 니콘 D70

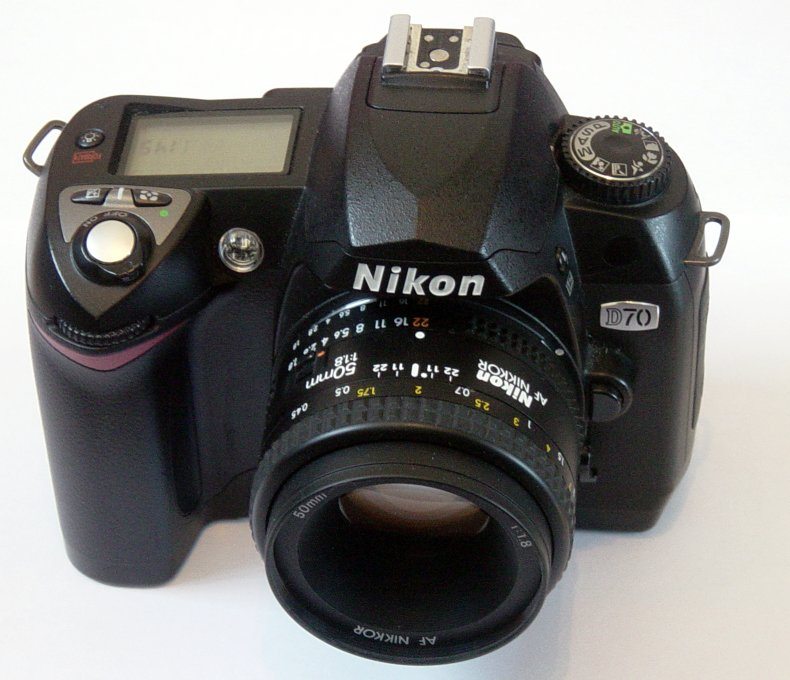
니콘 D70

니콘 D70(Nikon D70)은 니콘의 디지털 SLR 카메라로 2004년 1월 28일 발표되었다. 주요 경쟁상대는 캐논 EOS 300D이었다. 611만 유효 화소를 가지고 있는 소니 ICX413AQ CCD를 이미지 센서로서 사용한다. 후속 모델로는 니콘 D70s와 니콘 D80이 있다.

## 단점
니콘 D70은 니콘 D100 및 경쟁 제품들에 비해 약한 안티 앨리어싱 필터를 가지고 있는 것으로 추정된다. 이에 따라 원본 이미지의 샤프니스는 우수하나 모아레가 상대적으로 많이 발생되어 이슈가 되었다. 
전자식 셔터를 사용하는 경우 (셔터스피드 1/500에서 1/8000) 블루밍(blooming) 현상이 자주 나타난다. 

## RAW 이미지 파일
D70의 RAW 이미지 파일은 다른 카메라 제조사의 RAW 이미지 파일과 다르게 손실 압축 기법을 사용한다. bit depth를 12 bit에서 9.4 bit으로 줄이는 양자화(quantization)에서 감마 곡선(curve)과 유사한 비선형 곡선(전달 함수)을 사용한다.   D70뿐만 아니라 니콘의 다른 DSLR에서도 압축된 니콘 NEF (compressed NEF)는 동일한 압축 기법을 사용하는 것으로 알려졌다.

## D70s
D70s는 D70에 개량을 가한 모델로 2005년 4월 20일에 발표되었다. 개선된 점으로는 큰 LCD, 향상된 자동 초점 정확도 등이 있다.

## 사진

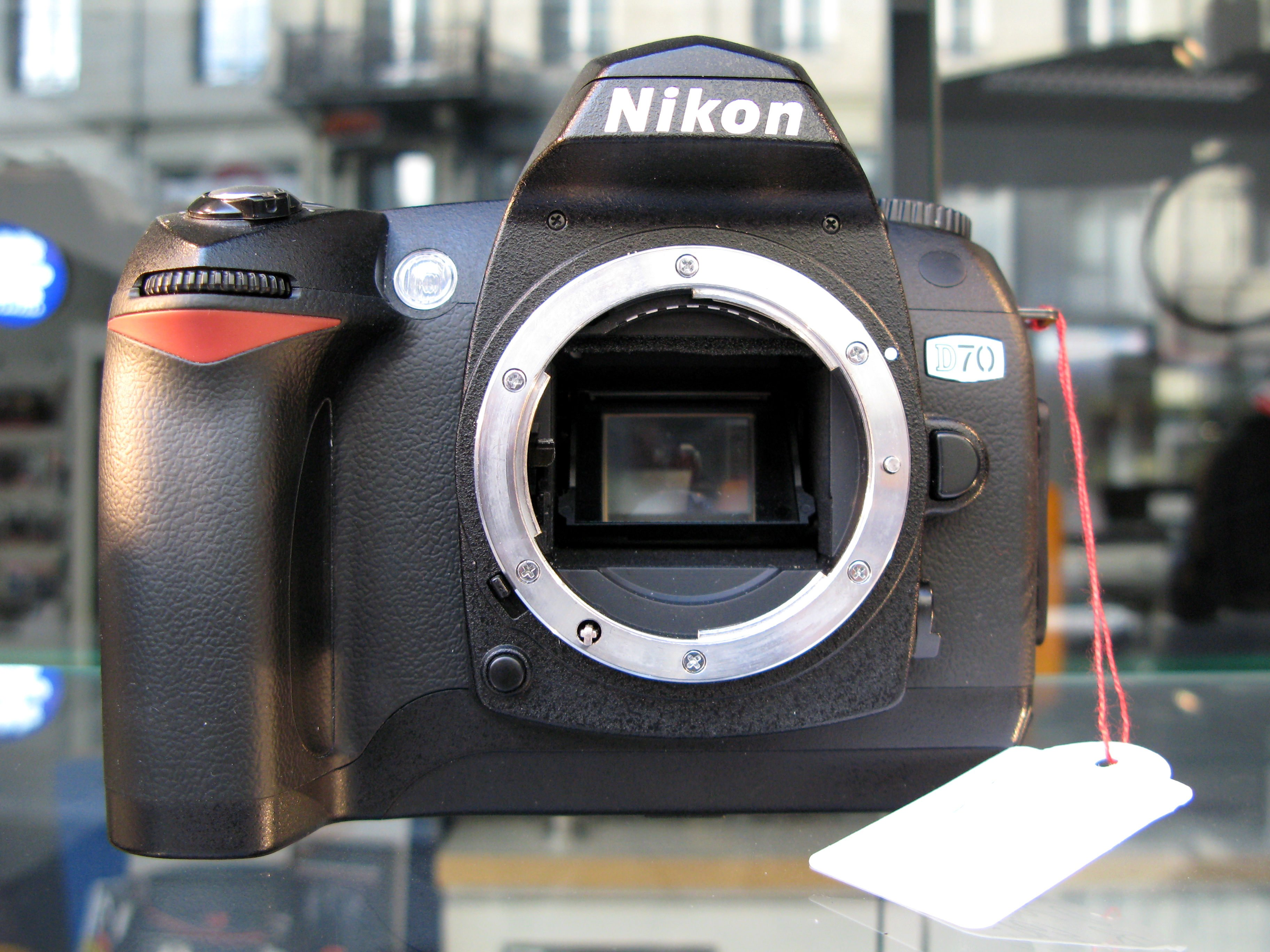
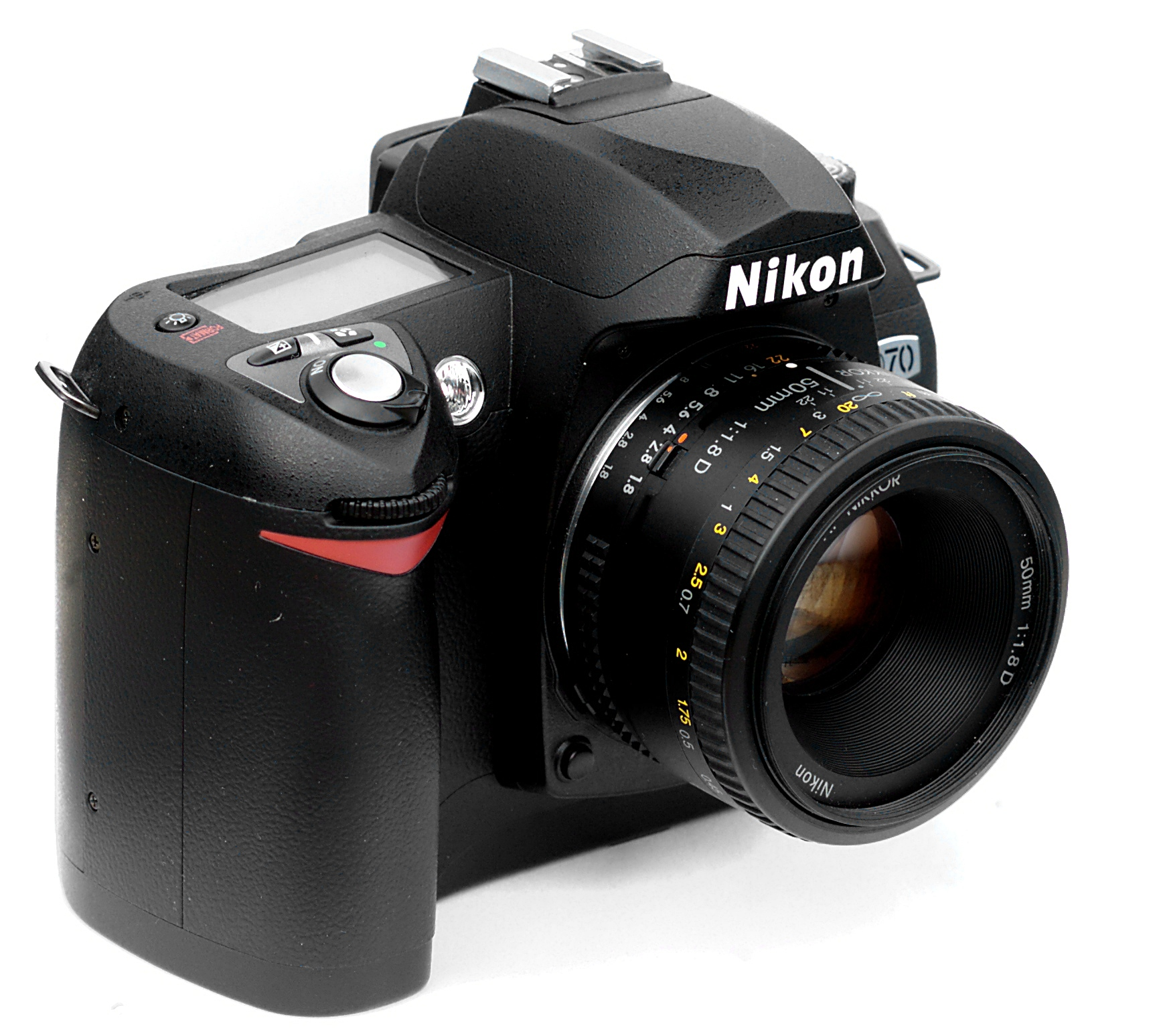
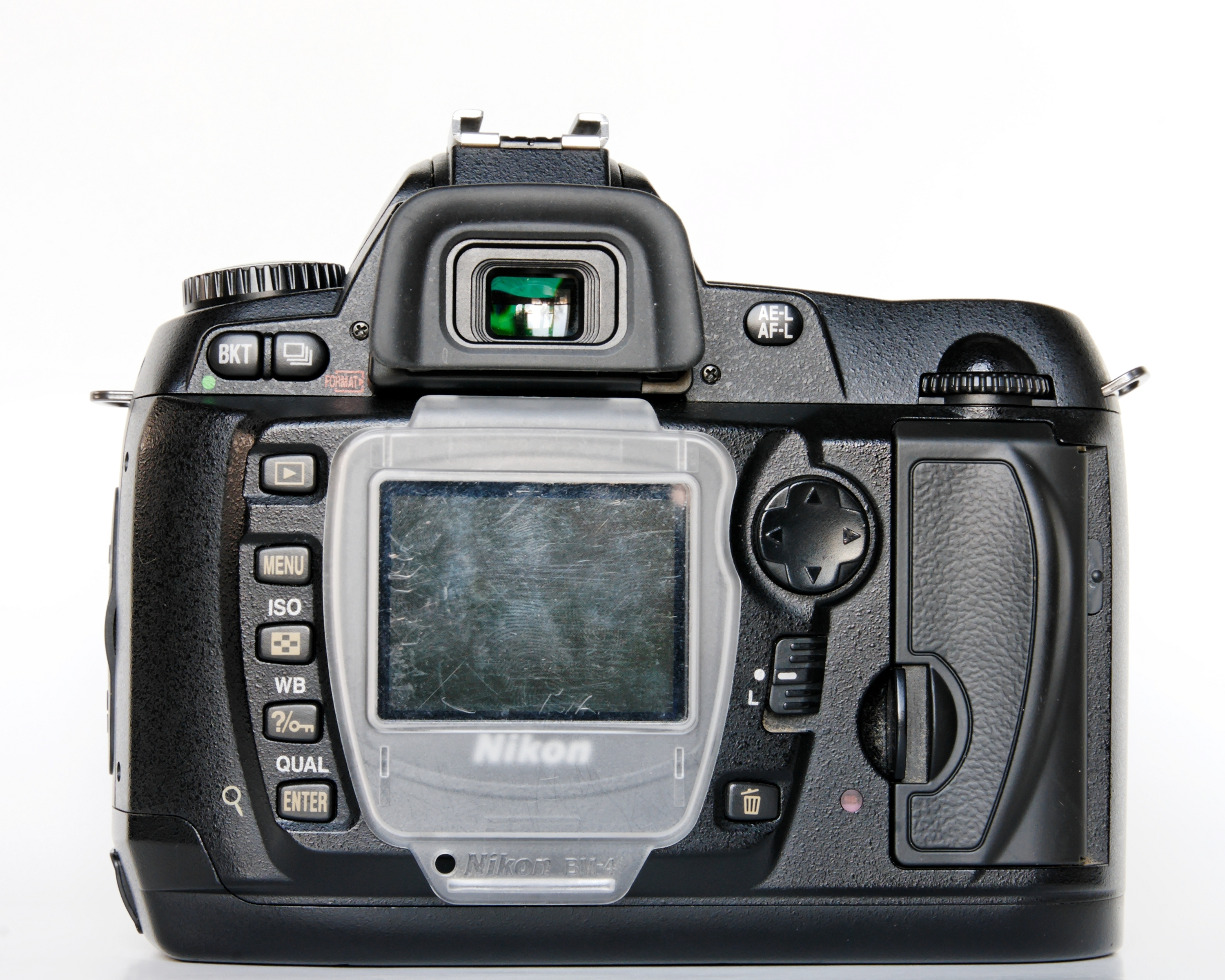
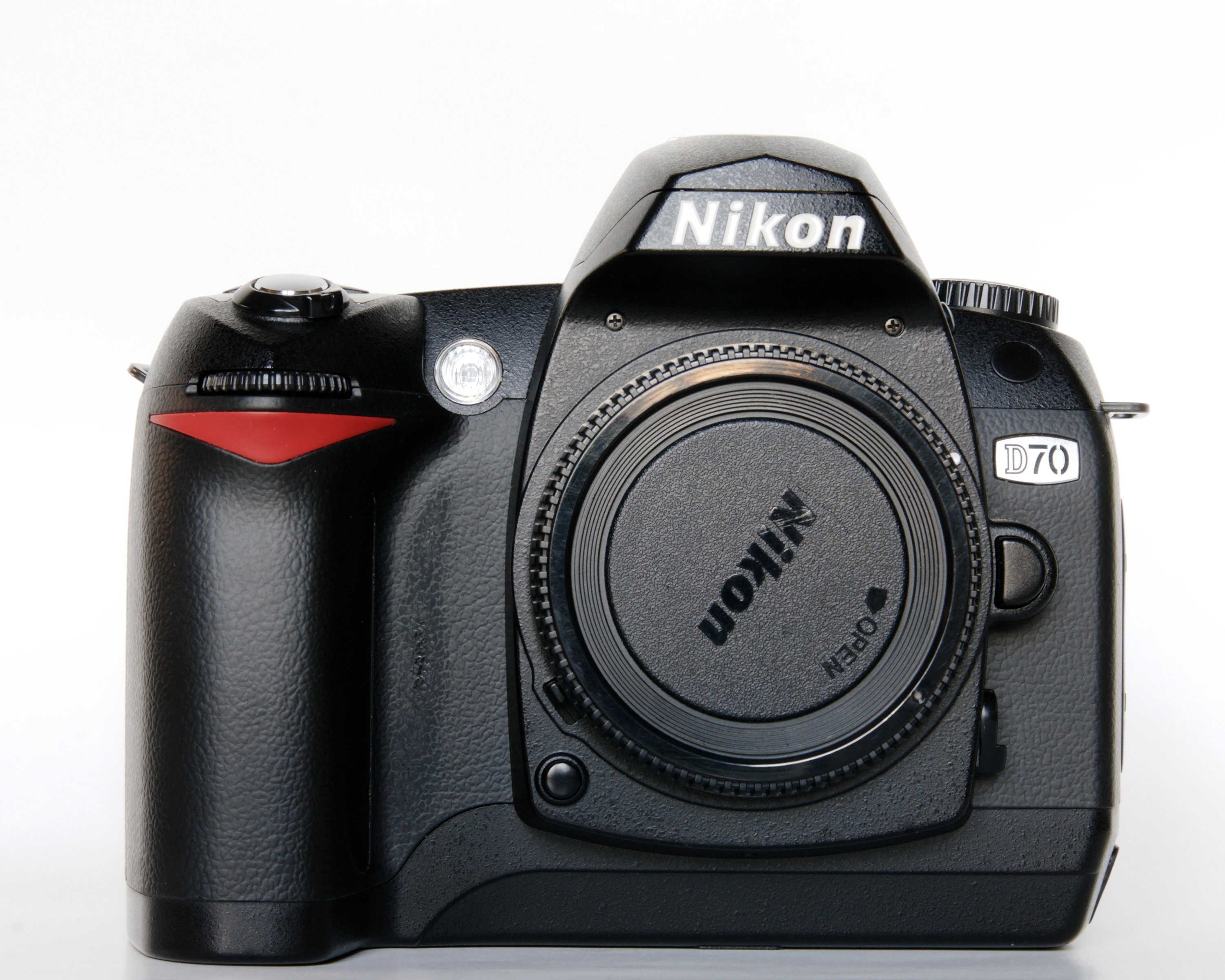
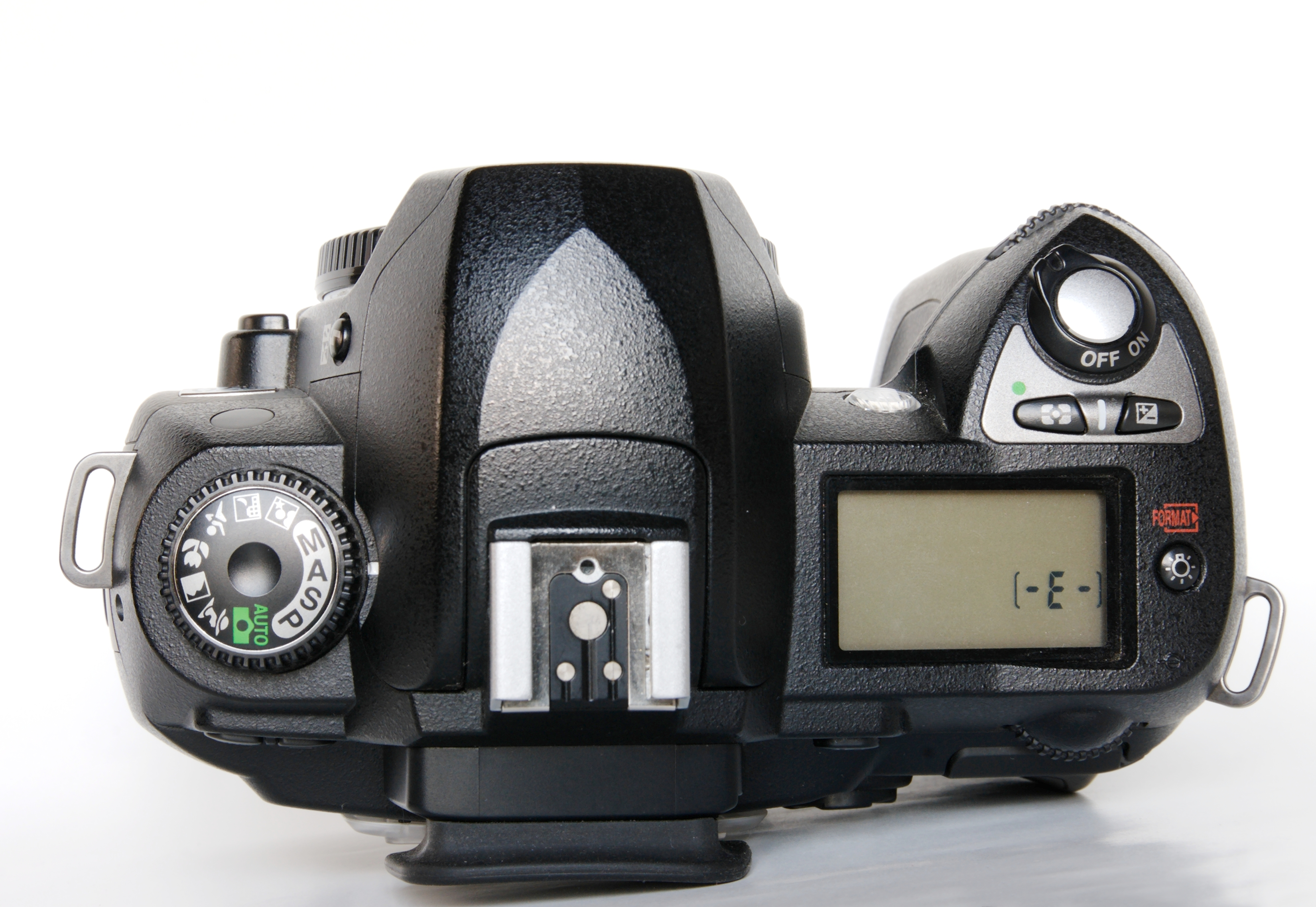
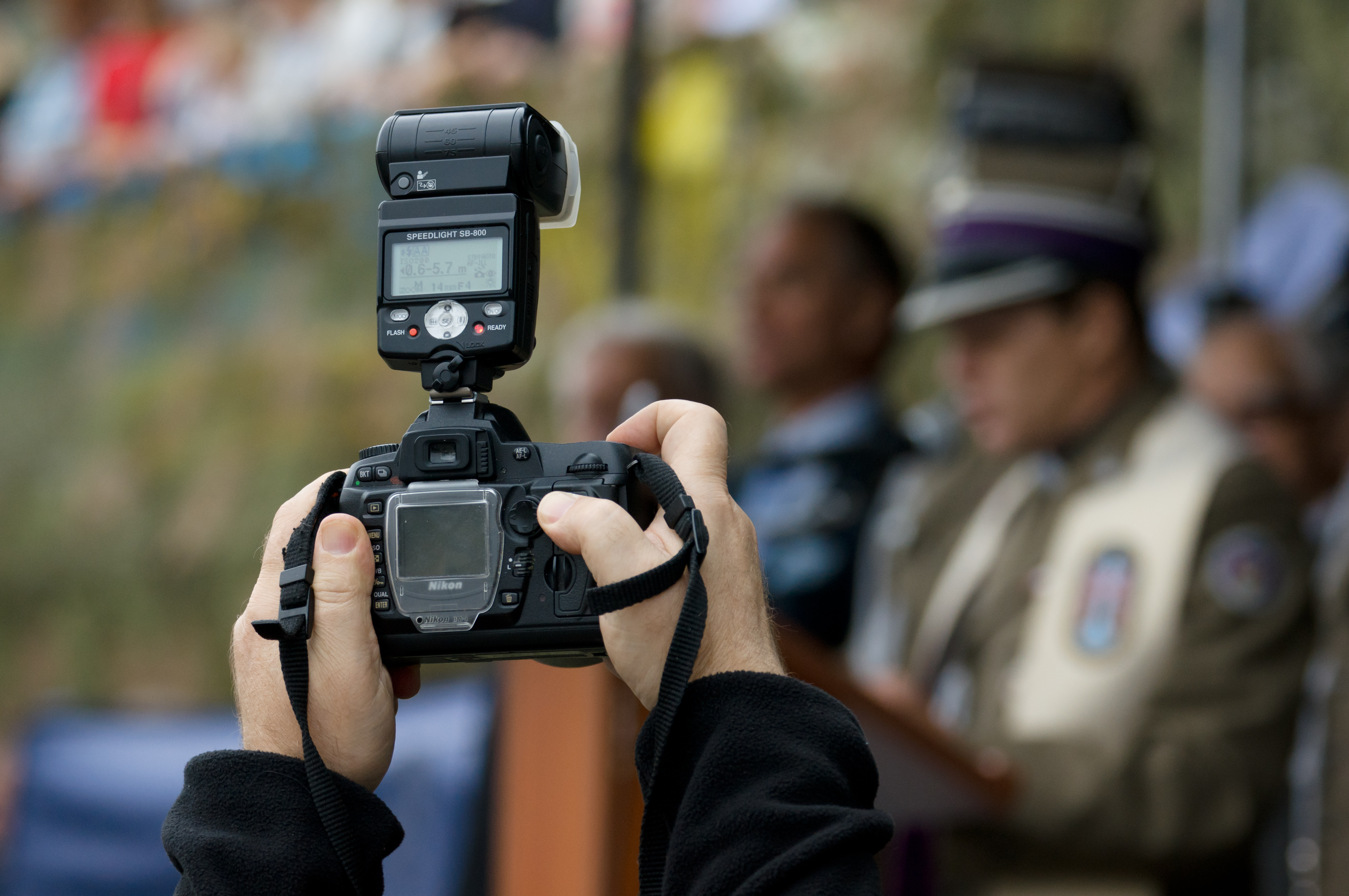
SB-800 플래시가 장착된 니콘 D70.